# Ralenti

Ralenti de la course d'un chien.

Le ralenti est un effet spécial, réalisé lors de la prise de vues ou en léger différé, et spécifique au cinéma et à la télévision, qui consiste à filmer un sujet en accélérant la cadence de prise de vues (en anglais overkranking) pour que le mouvement du sujet soit ralenti à la projection. Dans le cinéma sonore, à la cadence de projection standard, fixée à 24 images par seconde, pour ralentir de deux fois les mouvements du sujet filmé, il faut que la caméra qui a effectué la prise de vues tourne à 48 images par seconde. Pour un ralenti de trois fois, l’appareil de prise de vues doit atteindre 72 images par seconde, etc.
Le procédé inverse s’appelle l’accéléré, il consiste à filmer un sujet en diminuant la cadence de prise de vues (en anglais underkranking) pour que le mouvement du sujet se déroule plus vite à la projection. Ex. : À la cadence de 8 images par seconde lors de la prise de vues, le rythme sera amplifié de 3 fois à la cadence standard de projection de 24 images par seconde.
Principes à retenir : accélération de l’appareil de prise de vues = ralenti du mouvement en projection; ralentissement de l’appareil de prise de vues = accéléré du mouvement en projection.

## Histoire
En 1894, c’est en voulant résoudre un problème de luminosité que les opérateurs des premiers films du cinéma, William Kennedy Laurie Dickson et William Heise, employés par Thomas Edison, découvrent le ralenti. À l’époque, le diaphragme réglable, tel que nous le connaissons aujourd’hui, n’existe pas encore. Pour doser la quantité de lumière qui impressionne la pellicule, le Kinétographe ne possède aucun dispositif. Devant le problème de surexposition, posé lors des prises de vues quand le soleil est trop puissant, Dickson et Heise ont l’idée d’accélérer la vitesse de la caméra. Plutôt que de la faire tourner à la cadence normale du cinéma muet, c’est-à-dire à 16-18 images par seconde, ils portent sa vitesse de prise de vues à 30, 35 ou 40 images par seconde selon l’ensoleillement, ce qui a pour effet de raccourcir le temps d’exposition de la couche photosensible à la lumière, évitant ainsi la surexposition de l’image. Bien entendu, la conséquence de cette accélération du défilement de la pellicule à 35-40 images par seconde, provoque aussi un ralentissement réel de l’action filmée, « une seconde de la vie réelle passent sous l’œilleton du Kinétoscope en à peu près deux secondes, l’appareil de visionnage fonctionnant à la cadence fixe de 18 images par seconde. Le mouvement est ralenti d’autant, c’est-à-dire d’environ deux fois ». C’est à l’occasion du tournage de Caïcedo, roi de la voltige, qui exerçait son art sur un câble tendu à l’extérieur du studio de prise de vues d’Edison, la Black Maria, donc en plein soleil que fut ainsi découvert le ralenti. Tournées à 40 images par seconde, les acrobaties de Caïcedo sont correctement exposées et se métamorphosent en véritable ballet aérien ralenti comme un Paresseux
Plus tard, en 1895, Louis Lumière et son ingénieur Charles Moisson prendront la précaution de munir le Cinématographe de différents caches à disposer devant l'objectif, offrant des ouvertures rondes plus ou moins grandes, et de lui donner la possibilité d’augmenter et de diminuer la largeur du secteur de fermeture de son obturateur, ce qui permettra à leur ingénieuse machine d’enregistrer quelle que soit la luminosité.
Dans les années 1920, certains films, dont les budgets le permettaient, montrent des trains qui déraillent ou qui sont entraînés dans la chute d’un pont. C’est ainsi que dans Le Mécano de la « General », un wagon quitte la voie et vole en éclats sur le ballast, une locomotive s’écroule dans la rivière en empruntant un pont en feu qui cède sous le poids du convoi. Tout ceci coûte très cher. Et le ralenti a été utilisé dans toute l’histoire du cinéma, avant les effets virtuels numériques, comme un trucage permettant à moindre coût de donner l’illusion d’une masse normale dans les prises de vues sur maquettes. Les plus recherchées étaient les images de navires fendant l’eau des bassins spécialisés que possédait tout studio, les naufrages, les explosions à bord… Les films à petit budget montraient des trains miniatures roulant, déraillant ou tombant dans des ravins. Le mouvement de la maquette était filmée à des cadences de prise de vues comprises entre 60 et 80 images par seconde. Le ralenti obtenu permettait de faire croire – peu ou beaucoup – que la maquette était un objet aux dimensions normales ; en ralentissant l’action, on obéissait à l’équation : distance = vitesse x durée. L’explosion (dispersion), ou la chute (attraction terrestre), se font à la même vitesse avec une maquette ou un objet de taille réelle. Si on augmente la durée par un ralenti, on augmente du même coup la distance parcourue par l’objet ou ses débris, donnant l’illusion d’un objet plus grand. La qualité d’une scène de déplacement ou de destruction d’une maquette tenait encore une fois au budget consacré à ce trucage, les maquettes les plus précises et faites en matériaux imitant à la perfection ceux qui constituent l’objet réel, donnaient le meilleur effet.
Le ralenti est surtout un procédé abondamment employé pour créer ou souligner un effet onirique ou poétique. Ainsi, en 1928, L'Homme à la caméra, documentaire soviétique réalisé par Dziga Vertov, bien que voulant ne montrer que la réalité, utilise l’artifice du ralenti pour faire admirer l’effort esthétique de divers sportifs, « une femme discobole, un lanceur de marteau, une perchiste, des gymnastes, une équipe de volley-ball, une course de haies, un cheval au trot, un saut de l’ange dans la piscine, un ballon qui arrive droit sur la caméra… Entre chacun de ces ralentis, le montage fait intervenir des badauds filmés en gros plan et à vitesse normale ».
Cette poésie peut aussi verser dans le cauchemar. En 1969, le réalisateur américain Sam Peckinpah utilise pour la première fois au cinéma dans une scène d’action violente un ralenti qui donne aux épanchements d’hémoglobine et aux grimaces de douleur des victimes un caractère odieux. C'est La Horde sauvage, film qui défie à l'époque le Code Hays, remis en question par les cinéastes et le public américains. Dans le western italien Il était une fois dans l'Ouest, Sergio Leone évoque en flash-back le traumatisme du personnage de Harmonica (Charles Bronson) qui « se revoit enfant alors que Frank, par un jeu sadique, a juché sur ses faibles épaules son frère aîné, la corde au cou. Le temps du deuil impossible qui semble suspendre les gestes d’Harmonica pendant tout le film est dilaté dans un plan au ralenti où le jeune garçon cède finalement sous le poids de son frère et s’effondre dans la poussière. Tout de suite après, le temps de la vengeance arrive, Harmonica dégaine en une fraction de seconde, devançant Frank qui paye alors pour son crime ». En 1970, le réalisateur français Claude Sautet décrit un accident de voiture vu à l’intérieur de l’habitacle, dans Les Choses de la vie, où le personnage de Pierre (Michel Piccoli) est montré lors des tonneaux qu’effectue sa voiture, au milieu des objets que le renversement disperse dans l’air (poussière, crayons). Un accident qui est ensuite remontré à vitesse normale, vu de l’extérieur ; en une fraction de seconde la vie d’un homme bascule, en quelques secondes, il est plongé dans un coma dont il ne sortira pas. Cette utilisation du ralenti est très fréquente dans le cinéma d’aujourd’hui, avec tout ce que permettent les effets numériques (Matrix, Le Seigneur des anneaux).

## Ralentis scientifiques

Ralenti d'un plongeon dans une piscine.

Les caméras à cadence de prise de vues élevée apparaissent très tôt dans le matériel réservé au cinéma de divertissement. Les cadences de prises de vues sont multipliées par 3 ou 4.
En 1925, la société française André Debrie, qui fabrique déjà un appareil prisé par les milieux du cinéma du monde entier, le Parvo, met au point et commercialise une caméra, la Debrie G.V., qui prend jusqu’à 240 images par seconde, ce qui à l’époque, projeté à la vitesse standard de 16 images par seconde, donne un ralenti de 15 fois. Cet appareil n’est pas destiné aux films de fiction, son but est de doter les laboratoires de recherche sur les machines, les avions, les voitures, les armes, l’aérodynamisme, etc., d’un moyen d’observer comment les différents matériaux se déforment dans leurs mouvements. Cette caméra est munie d’un mécanisme intermittent classique à griffes et contre-griffes.
Mais d’autres cadences de prises de vues se sont avérées nécessaires avant pour analyser des phénomènes extrêmement brefs (explosions, chocs, ruptures, cristallisations, arcs électriques, etc). À cette vitesse, l’entraînement intermittent de la pellicule par griffes est impossible. Dès 1904, l'un des assistants d'Étienne-Jules Marey, l'inventeur de la chronophotographie (photographie à grande vitesse d'exposition), le Britannique Lucien Bull obtient des vitesses allant jusqu’à 4 000 images par seconde, avec une pellicule entraînée dans une rotation circulaire continue (tambour de 1 mètre de diamètre tournant à 5 000 tours) par seconde et des images de 1 cm de large formées par un éclairage à éclats (électrodes de magnésium), synchronisé avec le déroulement de la pellicule devant l’objectif, les éclairs provoquant par flash la formation des photogrammes. En 1930, la cadence atteint 90 000 images par seconde. En fait, la brièveté de la prise de vues fait qu’il n’y a pas 90 000 images enregistrées (mais c’est bien à cette cadence impressionnante que sont enregistrés les photogrammes), il y en a tout au plus quelques centaines, mais elles permettent de rendre perceptible un phénomène encore plus bref. Ce qui est recherché est ce qu’on appelle l’effet stroboscopique, amélioré, c’est-à-dire l’analyse d’un phénomène dont on peut observer les différentes phases aussi bien dans une image arrêtée illusoire, qu’en mouvement, en avant ou en arrière. Avec le principe de l’éclairage à éclats, les scientifiques obtiennent, avant la Seconde Guerre mondiale (avant les années 1940), des photographies ultra-rapides dont la vitesse d’obturation est de quelque 1 millionième de seconde.
Aujourd’hui, des caméras du marché grand public peuvent enregistrer à 1000 ou 2 000 images par seconde, et des caméras à destination scientifique tournent facilement à 3 ou 6 000 images par seconde. Des exemples d’utilisation sont bien connus du public, tels que les crash-tests de l’industrie automobile. L’Institut de technologie du Massachusetts aux États-Unis a conçu un appareil photo avec une prise de vue d'un mille-milliardième de seconde. Avec un train de photons, un jeu de miroirs et plusieurs prises, le dispositif permet de visionner le cheminement de la lumière,.

### Bullet time
La technique dite « bullet time photography » (que l’on pourrait traduire par « à la vitesse d’une balle ») est directement une adaptation de l’expérience de Eadweard Muybridge qui a permis de rectifier la connaissance que l’on avait encore dans les années 1870 du galop d’un cheval (et plus généralement d’un quadrupède). Eadweard Muybridge avait aligné 24 chambres photographiques devant lesquelles un cavalier conduisait un cheval au galop, dont le poitrail entraînait des cordelettes tendues qui déclenchaient à son passage successivement chacun des appareils. Les 24 instantanés avaient permis de montrer que les quatre sabots du cheval ne quittent le sol qu’une fois, quand ses jambes se rassemblent sous lui avant de le projeter en avant. Cette expérience mit fin à la représentation picturale du cheval qui le montrait dans une phase spectaculaire de son galop, les antérieures et les postérieures allongées respectivement en avant et en arrière, le tout au-dessus du sol comme lors d’un saut. Une phase spectaculaire qui n’existe pas. Pour le prouver, il avait fallu l'aide de la chronophotographie.
Le bullet time reprend cette idée de l’alignement (linéaire ou circulaire) d’appareils modernes capables d’effectuer des photographies en rafale. Pas de cordelettes, les appareils sont déclenchés par un système informatique centralisé qui fait prendre une photo successivement par chaque appareil qui reprend selon son mode rafale, autant de photographies, toutes décalées très légèrement dans le temps et dans l’espace. Quand on reproduit dans un fichier numérique chacune des photographies - dans l’ordre chronologique - il en résulte un effet particulièrement étonnant de ralenti avec une caméra qui semble effectuer en même temps un travelling (latéral ou circulaire).
Le bullet time rappelle qu’un film (c’est Thomas Edison qui, le premier, a adopté le mot anglais film pour désigner ses bobineaux de pellicule impressionnée) est une succession d’images fixes, de « vues photographiques animées » (ainsi que Louis Lumière désignait ses propres bobineaux), une extension, donc, de la photographie.

## Ralentis sportifs
Lors des compétitions sportives de haut-niveau, telles que la coupe du monde de football, le tennis, le rugby, la Formule 1, les MotoGP et les Jeux olympiques, un enregistreur spécial permet de générer un flux continu de signaux à grande vitesse, qui permet un retour en arrière instantané sur les actions intéressantes ou posant un problème d'arbitrage, qui peuvent être ainsi analysées au ralenti, et ceci pour chacune des caméras du dispositif. Ce flux, gros consommateur de signaux, est en conséquence virtuel et éphémère, son enregistrement doit avoir été commandé au moment où l'action intéressante ou contestable se produit. Si le ralenti n'a pas été enregistré au moment de sa génération, il est définitivement perdu et l'arbitre ne pourra recourir qu'à un simple passage image par image de l'enregistrement à vitesse normale de la compétition, pour porter un jugement sur l'action en question, enregistrement moins spectaculaire pour les téléspectateurs mais tout aussi instructif pour lui.

## Ultra ralenti dans les retransmissions sportives
En mai 2004, l’invention de la Superloupe par Aram Novoyan est un tournant dans le découpage des émissions sportives en direct. La réalisation des évènements sportifs majeurs est modifié car les caméras équipées de capteurs CMOS permettent désormais de restituer en direct des ralentis jusqu’à 1000 images par seconde au lieu de 25 ou 75, ce qui nécessite de laisser du temps lors de la restitution. La première utilisation en direct du prototype de Superloupe eut lieu lors du Grand Prix de France de Formule 1 sur TF1 en juin 2004. Depuis le nombre de caméras Ultramotion sur les évènements sportifs ne cesse de croître, la coupe du monde de football FIFA en 2006 comptait 2 caméras Superloupes alors que 6 ans plus tard les jeux Olympiques de Londres en 2012 en utilisent 34.
De nos jours (janvier 2018) ces caméras sont disponibles en 4K UHD avec des vitesses d’enregistrement dépassant 1000 images par seconde et sont utilisées dans l’aide à l’arbitrage du football (VAR) voté par la FIFA en avril 2017. Il faudra cependant attendre le 10 janvier 2018 à l’occasion du match Amiens-PSG en coupe de la Ligue française pour que soit intégré les Ultramotion caméra Superloupe dans le dispositif d'aide aux arbitres.

## Mathématiques
Temps du film ralenti, intervalle de temps entre chaque image et cadence de prise de vue sont reliés par la formule suivante : 
{\displaystyle t_{\text{film}}={t_{\text{réel}} \over {{\text{intervalle}}\times {\text{cadence}}}}}
Les temps doivent être exprimés dans la même unité (généralement en secondes). Ainsi, un évènement de 3 s, capté à un intervalle de 5 ms (0,005 s ou 1/200 s) et rediffusé à une cadence de 24 images par seconde donnera un film ralenti qui dure 25 secondes.
Cette formule permet notamment aux vidéastes de calculer le réglage de l'appareil :
{\displaystyle {\text{intervalle}}={t_{\text{réel}} \over {t_{\text{film}}\times {\text{cadence}}}}}
Si l'on souhaite filmer un évènement durant 1 s et le ralentir pour en faire un film de 16 secondes, diffusé à 25 images par seconde, on doit donc régler l'appareil pour capter une image toutes les 2,5 millisecondes (0,0025 s ou 1/400 s).
Les calculs sont similaires pour les vidéos accélérées.